# 新北幼兒園餵藥案
2023年間，一所位於台灣新北市板橋區的私立幼兒園遭控教師餵食兒童三級毒品巴比妥酸鹽類及四級毒品苯二氮平類。該園兒童毛髮檢驗均未檢出毒物成分，因證據不足，相關人士均不起訴處分。部分幼童家長對毛髮檢驗的結果提出質疑， 且認爲最終結論仍存有諸多疑點。同年9月，臺灣高等檢察署偵查完認為新北地檢署有調查不完備之處，將該案發回新北地檢署續查。

## 案件起因
吉的堡教育集團旗下的私立寶仁幼兒園的三名家長，稱就讀私立寶仁幼兒園的兒女在2023年2月到4月間出現情緒易怒及自殘等類似毒品戒斷反應的異常行為，且當幼童轉園後才同意説出遭老師餵食藥物及不當體罰等情事，孩童說：「老師說如果不乖乖睡覺，就去喝彩虹藥水」、「老師說喝彩虹藥水是秘密，不能跟爸媽說，說了就會被打」、「會抱老師，是因為太害怕老師了，怕會被老師打」、「好開心今天爸爸媽媽提早來接我，天還沒黑，因為每次只剩下我在幼稚園的時候，我都很害怕」等語。家長將孩童送醫後進行化驗，發現驗出毒品成分的苯重氮基鹼以及巴比妥，故家長在5月14日前往新北市政府警察局海山分局報案。在此前，家長聲稱4月時曾透過1999專線和市長信箱通報新北市政府但未獲回應，BBC News 中文引述名為Mike的家長稱5月前即通報，而新北市政府則稱未發現相關陳情。

## 案件發展

### 板橋幼兒園
2023年5月12日，寶仁幼兒園稱租約到期，7月底將結束營業。
5月14日，3名家長前往警察局報案，指就讀板橋某幼兒園子女自今年2月至4月間，有情緒易怒及自殘等行為，並稱遭老師餵食不明藥物及遭到不當體罰等。對此，新北市教育局表示，婦幼隊當日晚上6點獲報，晚上9點進案家防中心，因考量時間已晚，隔日上午8點左右接收通報並指派主責社工，教育局當天接獲個案立即啟動介入機制，啟動「重大兒虐案件司法早期介入機制」，要求社會局報請新北地檢啟動司法調查，當日入園做行政稽查，新北市議員張維倩6月15日公佈的幼童家長陳情錄音檔稱教育局入園稽查時沒有通知警方。
檢察官於16日訊問3名告訴人家長及2名幼童，且與警方討論聲請搜索等相關事項，並向法院聲請搜索票獲准。18日，新北地檢署發動第一次搜索並查扣電腦等相關證物，幼童家長指當時警方無法查扣到相關監視錄影設備。隔日警方將涉案女老師依傷害罪、凌虐妨害幼童發育罪嫌移送地檢署，檢方複訊後諭令2萬元交保。同日教育部致電新北了解查處進度，后数次致电新北市教育局要求查处。
5月23日，園方提供「中一檢驗所」替學童檢驗，教育局告知家長前往化驗，臉書社群「板橋區餵毒幼兒園-受害者聯盟」的貼文稱檢驗所當時提供的檢驗中沒有巴比妥及其它安眠藥類別。教育局兩日後稱與衛生局配合，通知家長前往臺北榮民總醫院驗尿，該貼文稱當時沒有提供驗血。
幼童家長於6月初在立委羅致政、邱泰源的陪同下召開記者會，稱案件爆發後新北市政府辦案消極。新北市教育局於6月4日發表聲明，表示即刻專案辦理並啟動行政查察。6月5日新北市政府衛生局至幼兒園進行檢驗並大規模驗血。
因檢警懷疑另有共犯，故於6月8日早上6時發動第二波搜索，搜索園長彭女及多名幼保員住處等9處，以被告身份傳喚彭女等5人到案，並查扣她們的手機、文書紀錄與電磁紀錄等證物，依傷害罪、凌虐妨害幼童發育罪嫌移送新北地檢署。檢察官複訊後，晚間諭令園長彭女以5萬元交保，3名女幼保員3萬元交保，林姓男幼保員則以2萬元交保。而檢警調閲監視器後發現5月以後的監視器畫面全數消失、教師手機中對話紀錄被刪除，且查無教師健保資料中請領禁藥的記錄。截至該日，共計十餘名家長報案。時代力量於同日召開記者會，會中家長稱曾經詢問孩童，孩童稱幼兒園內僅3位老師不會打人，而檢警搜索名單中正缺少這3名老師，王薇君認為這些人也應追查
同日，新北市市長侯友宜於受訪時兩度為此事鞠躬致歉，後與家長見面。新北市教育局表示，立即停止該園營業、廢止立案許可，並裁罰新台幣15萬元。新北市衛生局表示，共有28位幼生採檢，當中8名幼童體內驗出巴比妥殘留，一個月後將安排小兒神經外科進一步檢測。衛福部責成部立台北醫院，針對事件相關兒童檢驗、後續追蹤及衍生醫療，免費予以協助，並開通專線接受民眾諮詢。
6月9日，檢方發動第3次約談，新北市長侯友宜以不公開方式與家長進行會談。針對孩童所稱「彩虹藥水」，園長與老師稱孩童所述為家長要求服用的感冒藥水 ，但家長表示未要求園方餵含有巴比妥的藥物予孩童，中華民國基層醫療協會也表示現今臨床兒童感冒藥水中不可能含有巴比妥。
6月10日，新北市衛生局長陳潤秋在市府記者會上表示，幼兒是否被餵藥要由檢方釐清，但某些支氣管藥物、腸胃藥會有微量苯巴比妥。中華民國藥師公會全國聯合會副發言人王明媛表示，腸胃藥跟感冒藥含有巴比妥成分非常罕見，幼兒園因無醫事人員必須由家長親自帶幼童就醫所開立的藥品，不可隨意給藥。
截至6月11日，已有21位幼童家長向警方報案。新北市政府同日公佈受檢孩童的血液檢測報告，8名血液中苯巴比妥每毫升微克含量介於1.0至3.5間，副市長劉和然表示可做毛髮採樣。新北地檢署稱已有22人提告並送驗12份毛髮至“權威機構”鑑定，為避免不必要的干擾而無法透露為何處權威機構。另有35人有意願檢測毛髮，新北市政府將把名單交給檢察官，由檢方裁定是否採檢。侯友宜稱全案已送司法調查，請檢方儘快釐清真相，並稱此案有很多假訊息，“自己被打很慘”。他表示希望檢方加速釐清藥物是從園方或家長而來，要求副總統賴清德應交待檢方儘速偵辦。當晚侯友宜第二次與家長進行閉門會談，會談中不可錄音錄影，場外有新北市候用校長維持秩序並將在日後對家長進行一對一輔導。
新北市長侯友宜於12日臨時出席新北市政府的進度說明會，該日是新北市府針對此案第四度開記者會，且是侯友宜首度出席。他表示，這幾天不斷與家長進行溝通，包括孩童的安置、就診醫療及法律權益保障。在就學安置部分，目前園所42位學童，有5位還在考慮，當中2人需要教育局協助，其他都已確認安置方案。
6月13日，衛福部在台北醫院成立的專線累計接獲96通諮詢電話，其中17通來自當事幼兒園、31通關心毛髮檢驗事宜；共27名兒童就醫並留尿檢查，26名兒童尿檢結果為陰性、有4例為該幼兒園學童，1人檢驗中，衛福部認爲藥物可能已過半衰期或已被身體代謝，故尿檢為陰性。而毛髮檢驗的部分，台灣僅法務部調查局、台北榮民總醫院、中山醫學大學附設醫院三地提供，藥物可在在頭髮中殘留三個月，已保留樣體，因過去很少檢測巴比妥，建置檢驗方法需3個月。新北市府表示26名尿檢幼童與先前血液檢驗出有微量巴比妥藥物的幼童沒有重疊。法務部調查局稱已接到新北檢調委託毛髮採檢，鑑識科學處目前採檢進行中，有意願為幼童毛髮檢測家長共35人。 同日侯友宜出席新北市議會私幼疑餵藥案專案報告。
6月14日，衛福部食藥署公布巴比妥藥稽查，稱今年無流向不明藥物，其中6張許可證為苯巴比妥單方藥品是第四級管制藥品，9張許可證為苯巴比妥成份複方一般藥品，當中有6張屬腸胃用藥、2張為呼吸道用藥，1張為癲癇用藥，其中呼吸道用藥之一的適應症為小兒氣喘，皆爲處方藥。外傳監視器畫面還原發現有教保人員疑似對幼童有暴力行爲，教育局長張明文回應稱5月15日家長陳情有疑似不當對待、疑似餵藥二大重點，二者皆已納入調查範圍。外傳未找到下藥證據、還原的刪除監視畫面疑有暴力行爲等情事，新北地檢署表示未有此說法，相關事證都還在查證、釐清。
新北市議員戴瑋姍公佈一張家長4月27日帶幼童前往驗尿的巴比妥尿檢報告，藥物濃度檢測結果為64 ng/ml（-）。台灣事實查核中心稱『孩童巴比妥檢驗64後面的（-）不是陰性，而是代表應該零檢出』？」的說法為錯誤。毒理專家招明威對此回應稱，當時與幾位專業醫檢師朋友討論過，都認定(-)是代表零檢出。
截至18日有86名孩童就醫，56人巴比妥、苯二氮平等9項藥物檢驗全為陰性，另有17人檢驗中，台北醫院接獲110名家長諮詢毛髮檢測。同日，立委王婉諭偕同王薇君於新北市民廣場舉行「不藥傷害我的孩子」集會 。
新北衛生局於6月5日入園血檢的16名幼兒中，驗出苯巴比妥的有4名幼童，後經榮總毒物部以質譜儀血檢，皆未檢驗出苯巴比妥。
新北地檢署於6月29日公佈板橋幼兒園的幼童毛髮檢測報告，36名幼童由法務部調查局檢驗巴比妥類與苯二氮平類等47種藥物結果為未檢出，全案仍在偵辦中。部分家長透過議員張維倩對外回應稱，其個人會提出申訴，要求儘速再次由不同檢驗單位檢驗毛髮；另稱最初不同家長看到自己的幼童有情緒不穩、易怒等戒斷症狀後才帶到醫院檢驗；又稱幼童都同時明確說出有喝「彩虹藥水」，杯子外觀也記得很清楚；又稱也同時在不同班級的學生均有驗出藥物反應及戒斷症狀；家長也質疑如何解釋餵藥的地點教室，監視器被拆除。江姓家長接受中央社記者電訪時表示，他第一次帶孩子到林口長庚醫院檢驗出有巴比妥微量反應的數據，「誰能保證沒有藥物殘留」，認知上，藥物檢驗就是應要零檢出。臉書社團「板橋區餵毒幼兒園－受害者聯盟」貼文稱內心非常沉重且難以接受
6月30日，侯友宜主持板橋私幼疑餵藥案司法案件進度記者會，被問到新北檢公布的幼童毛髮檢驗未檢出巴比妥類藥物，但侯友宜在案發時，為何曾說「老師居心叵測」。侯友宜表示，在板橋私幼疑餵藥案中，對教保人員的發言有失禮之處，表示歉意與虛心檢討，將來謹慎發言。
7月12日，新北地檢署偵查終結，並以證據不足不起訴幼兒園園長及其他教師處分，同時檢方做出三點說明，第一是幼兒園並無刪除監視器錄影內容之情事，其於4月中旬因其他原因拆除教室監視器，並非為了湮滅證據。接著主要是沒有證據足認幼兒園有何不當管教且導致13名幼童受有傷害或有至妨害身心健全或發育之結果。也沒有無證據足認幼兒園人員有餵食幼童不明藥物或含有不明藥物之彩虹藥水。
對於調查結果，王薇君代家長回應稱：新北地檢署聲稱「幼童於偵查中，均明確表示教師不會打人，家長於警詢及偵查中也都表示未曾聽過孩子反映遭幼兒園教師體罰等」，然而地檢署之前曾說「幼童記憶本易隨時間更迭或受他人影響而有誤植」而認為幼兒陳述不可採納，卻又在針對「未聽聞孩子遭幼兒園教師體罰」的部份，突然認為幼兒表示「沒有被打」的陳述可採納，兩者之間顯然有矛盾。
王薇君代家長稱，多名幼兒不單單是陳述有同學遭某位老師打，甚至具體指述遭某位老師處罰的情況。然而到庭接受詢問的幼兒有37餘名，不全都是同班的，地檢署所稱「其餘到庭之該幼兒園幼童均明確表示幼兒園教師不會打人」到底哪些幼童的說法被檢察官採信，哪些沒被採信，家長們認為標準並不一致。
另外針對地檢署表示，拆除監視器有其他原因，不是為了煙滅證據；王薇君代家長稱：但是有數名幼童一致表示有「服用彩虹藥水」，也清楚的說明那些藥水的味道，不是一般吃感冒藥的味道，而根據幼兒體內有檢出毒物成份的時間往前推估，該段時間就是「沒有監視器畫面」，實在難以說服家長。
王薇君代家長稱：至於藥物檢驗的部分，後續送檢毛髮採樣的時間，晚於家長驗尿、驗血時間，幼兒體內毒素本已微量，而是否已因為時間而代謝、毛髮清洗而未檢出，在沒有看到地檢署檢驗報告及方法之前提下，實無可得知。而且家長第一時間帶幼兒去專業檢驗所及醫院進行驗尿、驗血，縱果如地檢署新聞稿所稱，就算驗出殘留，也不能排除是誤差，但該誤差同時出現在數名幼兒、專業檢驗所及數間醫院上；假如地檢署單純以這種說法完全排除家長帶孩童所做的第一次檢驗結果，那豈不是表示檢驗所及醫院進行驗尿及驗血之方式完全不可信。家長們也透過律師表示，因為有諸多疑點，他們將聲請再議。
臺灣高等檢察署於8月底收到家長再議，調查後認為新北地檢署有調查不完備之處，將該案發回新北地檢署續查。

### 汐止吉的堡幼兒園
6月15日，一名就讀新北汐止吉的堡的兒童在部立台北醫院尿檢驗出管制藥物及三至四級毒品苯二氮平類（BZD）。該孩童為部立台北醫院開設檢驗服務時受檢者之一，該童第1次驗出值為20奈克（ng），送往院外實驗室複驗結果為29奈克（ng）， 該名孩童曾至診所看感冒，但經比對感冒藥物與BZD無關。該名幼童家長稱，她的小孩明確説出「有吃藥藥」，還說出另外2位有吃藥的孩童名字，而調閲幼兒園監視器的過程也有疑慮。衛福部將該童檢體送往台北榮總做質譜儀檢驗，結果為「未檢出」，代表未用藥或是藥物已被代謝掉。家長將進行毛髮檢驗並已進入司法程序。
6月16日，行政院成立衛福部、教育部及法務部的跨部會小組，就釐清相關檢驗標準、協助孩童安置及盤整各地方政府轄下幼兒園狀況進行協處。部立台北醫院將對全新北幼童免費檢驗巴比妥、苯二氮平類的尿液定性檢驗。43人做尿液檢查，39人檢驗結果為陰性，4人檢驗中。警方密訊汐止私幼4關鍵人、2度約談執行長。
6月17日，食藥署公佈含有苯二氮平類成分的藥品許可證共190張，皆為處方藥，需由醫師開立。汐止私幼採檢81人，77人驗尿，16人驗血；尿檢驗苯二氮平，驗血單驗苯巴比妥，尿檢皆為陰性。血液檢測1人達臨界值，以質譜儀複驗後未檢出。衛福部稱因時隔1、2個月縱使有不當藥物使用，推斷驗血驗尿也早已檢驗不出。。
6月28日，汐止私幼驗出苯二氮平類的一名兒童經臺北榮總以質譜儀檢驗毛髮，得出的結論為未檢出苯二氮平類或巴比妥酸鹽類成分，士林地檢署將此案簽結。

## 案件爭議
家長指2023年4月就已經通過1999專線和市長信箱通報新北市政府但沒有獲得回應，BBC中文網引述名為Mike的家長稱5月前即通報，新北市議員劉美芳曾在議會質詢時說：「有家長在4月就寫信到市長信箱、打1999專線向市府陳情、自己4月接獲家長陳情」並比出4的手勢，事後稱自己口誤，立委張宏陸6月7日記者會中稱有家長4月就已通報1999，但於6月12日於媒體人專訪中則否認有提到。而教育局長張明文回應稱清查1999與新北市長信箱未發現投訴。
新北市議員黃淑君稱，接獲通報後要求教育局即刻進行採檢，但教育局只通過幼兒園當窗口對家長回應，在進行幼兒安置時，教育局將其他幼兒園名單給家長，稱還有名額要求家長自己登記。新北市教育局回應稱：5月22日提供家長檢驗場所和榮民總醫院總毒物科的窗口，後詢問家長有16名同意採檢。幼兒安置時候已提供周邊幼兒園尚有缺額的名單供家長挑選，後1對1詢問協助安置，了解個別不同需求，目前已有部分幼兒轉往其他幼稚園，還有一些家長在參觀園所再做決定。
新北市政府在案件發生後6月5日開始入園進行採檢。教育局回應稱：要尊重家長是否願意進行採檢，6月1日起開始配合司法調查進度而鼓勵家長進行採檢，衛生局會協調醫院進行到園檢驗，安排醫師及醫檢師到幼兒園進行入園檢驗。
侯友宜在6月9日安排私下會見受害者家長而未進行公開記者説明會，兒童權益促進協會創會理事長王薇君提出疑問，質疑侯友宜是否為私下安撫家長。市府回應稱：侯友宜上午雖然沒有出席記者會，但不斷和副市長劉和然、教育局等溝通掌握案件發展，而晚間不進行公開行程是為了保護家長和幼兒隱私。
有部份媒體報導，檢警調查發現，兒童稱呼的「彩虹藥水」確認為給幼童吃的感冒藥水，因五顏六色而被誤會，並有發現監視器畫面中被餵食藥水的孩童，都有看診單與家長同意書等佐證。
6月11日晚，侯友宜與幼兒家長見面，全程禁止錄音錄影。新北市議員張維倩、黃淑君、陳乃瑜三人到場關心，被市府派來的人士阻隔、推擠。後得知這些人為新北市的候用校長、公務員及便衣警察加班支援。有家長質疑，該案乃重大社會議題，兩場說明會卻禁止媒體及民意代表進入，「說明會還需大拉鐵門關上，家長是被審訊的犯人嗎？」
6月15日，新北市議員張維倩公布匿名家長的陳情錄音，提及園方坦承對監視器動過手腳，以致當時監視器畫面遺失，且該舉與園方4月時遭檢舉不當管教有關。7月12日檢方偵結，指因園方擔憂日後被教育部強制要求裝設，徒增維修成本，因此決定4月中旬拆除教室內監視器。

## 背景
巴比妥為巴比妥酸盐類藥物的俗稱，為中樞神經抑制劑，早期用於治療焦慮和失眠，但因爲安全性低且容易產生依賴臨床上已較少使用，已被更安全的藥物替代，難以取得。台灣依「管制藥品管理條例及毒品危害防制條例」列爲第三級管制藥品與第三級毒品。巴比妥類藥物為早期青少年濫用藥物之一，俗稱「紅中」、「青發」。

## 延伸發展
案發後，高雄市與台南市皆下令要求徹查吉的堡幼兒園於該市的分校。而高雄市衛生局亦加強清查藥品管理，並查清醫療院所的使用狀況。後續發現有不當使用巴比妥處方藥的醫師，並停業罰鍰，且主動通知使用該藥的孩童們至醫療院所進行評估，評估後皆無異常。
6月16日，新北市府中山路大門被灑白漆，市府內的十餘處廁所被貼上樣式相同但顏色不同的紙摺風車，且均附上「不藥傷害我的孩子　願風吹起政府保護孩子的決心」紙條，包括小便斗上方、廁間門、牆壁等位置。
6月17日，新北提12大措施維護幼童健康：落實推動園務行政管理、推動陽光正向宣講團、全面稽查幼兒園園務管理、建立幼兒健檢數據及健康資料數位化、入園所健康促進試辦計畫、第七點則是專責醫院提供綠色通道、第八精進幼童專業照護、第九強化管制藥品流向查核、落實托藥制度查核輔導機制等。
6月18日晚，中華民國幼教聯合總會聲明表示，將暫停全國教保員全面餵藥服務，直至事件釐清真相後，再考量實際需求後，逐步恢復協助餵藥。一週後稱該事件為一場烏龍，將恢復餵藥服務。但遭到質疑檢調仍未釐清即自行宣稱烏龍是未審先判。
台北市議員侯漢廷因認為民進黨總統參選人賴清德、立委羅志政、張宏陸、蘇巧慧、招名威等10人，於新北幼兒園疑似餵藥案造謠，違反《社會秩序維護法》及《選罷法》意圖使人不當選，故於6月23日按鈴告發。而侯友宜競選發言人呂家愷、柳采葳二人於隔日告發賴清德、戴瑋姍散播假訊息，後台北地院認為2人所為無違社會秩序維護法，故裁定不罰。